# Buronzo
Buronzo é uma comuna italiana da região do Piemonte, província de Vercelli, com cerca de 950 habitantes. Estende-se por uma área de 25 km², tendo uma densidade populacional de 38 hab/km². Faz fronteira com Balocco, Carisio, Castelletto Cervo (BI), Gifflenga (BI), Masserano (BI), Mottalciata (BI), Rovasenda, San Giacomo Vercellese, Villanova Biellese (BI).

## Demografia
| Variação demográfica do município entre 1861 e 2011                               |
|                                                                                   |
| Fonte: Istituto Nazionale di Statistica (ISTAT) - Elaboração gráfica da Wikipedia |